# Chiesa di San Nicola di Bari (Tusa)
La chiesa di San Nicola di Bari fu la prima chiesa costruita a Tusa, che funse da chiesa matrice fino a tutto il XV secolo e sembra sia stata costruita contemporaneamente alla fondazione del paese.

## Descrizione
La chiesa si presenta a due navate di altezza diseguale, suddivise da colonne e pilastri su cui poggiano archi. La copertura è in legno: la navata più piccola, gli archi e il portale laterale appartengono alla fase più antica, mentre la navata maggiore si deve ad un rimaneggiamento del XIV secolo. L'attuale portale principale risale al 1595. Vi esisteva una cappella di santa Barbara.
La torre campanaria, simile a quella della chiesa di San Giovanni, sembra successiva al primo impianto della chiesa e presenta una guglia con maioliche colorate. Tra la fine del XVIII e gli inizi del XIX secolo, la navata maggiore venne accorciata per permettere il restauro del campanile.
La chiesa, lasciata dai benedettini agli inizi del XIX secolo venne chiusa al culto nel 1914. Nel 1956 e nel 1985 fu restaurata.